# Abbotsford Centre
L'Abbotsford Centre (anciennement Abbotsford Entertainment & Sports Centre) est une salle polyvalente d'Abbotsford dans la province de la Colombie-Britannique au Canada.

## Historique
Sa construction débute en septembre 2007. Elle ouvre en mai 2009. De 2009 à 2014, sa patinoire principale est occupée par le Heat d'Abbotsford de la Ligue américaine de hockey. Après son déménagement à Glens Falls pour devenir les Flames de l'Adirondack, une ligue de hockey sur glace pour la détente, l'Abbotsford Centre Hockey League est créée afin de maintenir l'arène occupée. En 2021, les Comets d'Utica déménagent à Abbotsford  pour devenir les Canucks d'Abbotsford et deviennent le club résident de l'arena. 